# The Boss Baby: Family Business (soundtrack)
The Boss Baby: Family Business (Original Motion Picture Soundtrack) is de originele soundtrack, gecomponeerd door Hans Zimmer en Steve Mazzaro voor de film The Boss Baby: Family Business uit 2021 van Tom McGrath. Het album werd uitgebracht op 2 juli 2021 door Back Lot Music.
Het orkest stond onder leiding van Gavin Greenaway. In de filmmuziek zong het koor London Voices en een kinderkoor met zang van Beth Battley-Cohen. De partituur werd opgenomen in de Air Studios, Londen en gemixt bij Remote Control Productions, Santa Monica en Soho Lofts, Londen.

## Tracklijst
Alle muziek is geschreven door Hans Zimmer en Steve Mazzaro, tenzij anders vermeld.
| Nr. | Titel                                                                                     | Geschreven  | Duur |
| --- | ----------------------------------------------------------------------------------------- | ----------- | ---- |
| 1.  | To Baby Corp                                                                              |             | 2:02 |
| 2.  | Ted Comes Home                                                                            |             | 2:27 |
| 3.  | Bedtime                                                                                   |             | 0:58 |
| 4.  | The Attic                                                                                 |             | 3:55 |
| 5.  | Crisis at Baby Corp                                                                       |             | 1:54 |
| 6.  | The Secret Formula                                                                        |             | 0:58 |
| 7.  | The Chase                                                                                 |             | 3:46 |
| 8.  | Acorn School                                                                              |             | 3:58 |
| 9.  | Meet The Templetons                                                                       |             | 3:33 |
| 10. | Armstrong                                                                                 |             | 2:40 |
| 11. | Nightmare Court                                                                           |             | 2:16 |
| 12. | We Overslept                                                                              |             | 1:02 |
| 13. | They're Home!                                                                             |             | 1:51 |
| 14. | Family Dinner                                                                             |             | 3:44 |
| 15. | Latchkey Kid                                                                              |             | 0:52 |
| 16. | Marcos Comes Home                                                                         |             | 2:26 |
| 17. | Baby Pep Rally                                                                            |             | 2:13 |
| 18. | School Days                                                                               |             | 2:54 |
| 19. | She Can Talk                                                                              |             | 1:01 |
| 20. | Stop the Show                                                                             |             | 1:49 |
| 21. | It's Back On                                                                              |             | 3:18 |
| 22. | Mission Planning                                                                          |             | 2:21 |
| 23. | Shutdown the Server                                                                       |             | 5:23 |
| 24. | Yay Templetons!                                                                           |             | 4:05 |
| 25. | The Greatest Gift                                                                         |             | 2:36 |
| 26. | If You Want to Sign Out, Sing Out – James Marsden & Ariana Greenblatt feat. Jacob Collier | Yusuf Islam | 2:23 |
| 27. | Together We Stand – Ariana Greenblatt                                                     | Gary Barlow | 3:15 |

## Solisten
- Max Baillie – viool
- Christian Bakanic – accordeon
- Yolanda Charles – basgitaar
- Caroline Dale – cello
- Timothy Gill – cello
- Guthrie Govan – elektrische gitaar
- Amir John Haddad – nylongitaar
- Teodra Miteva – cello
- Sasa Nikolic – drums
- Alfredo Ovalles – piano
- Rusanda Panfili – viool
- Andy Pask – contrabas
- Tom Rees-Roberts – mariachi-trompet
- Ash Soan – drums